# Проспект Бакунина
Проспе́кт Баку́нина — проспект в Центральном районе Санкт-Петербурга. Проходит от Невского проспекта до Синопской набережной.

## История переименований
- Первоначально — улица к Большому Охтенскому перевозу (1794 год);
- 1798 год — проспект к Мало-Охтенскому перевозу;
- Проспект к Малой Охте;
- 1798 год — 1820-е — проспект на Малую Охту;
- 1822 год — 5 марта 1871 года — Мало-Охтенский проспект;
- 1849 год — Малоохтенский проспект;
- 1844—1853 год — Малый Охтенский проспект. Названия даны по селению Малая Охта на другом берегу Невы, к перевозу в которое вёл проспект.
- На плане 1858 года отмечен как Малоохтинский проспект.
- 1804—1822 год — Мытновская улица;
- 1828—1846 год — Мытнинская улица. Названы по местонахождению Мытного двора (дом № 6).
- В справочнике 1846 года на участке от Невского проспекта до Конной улицы проходит по трассе современной Полтавской улицы.
- 5 марта 1871 года — Калашниковский проспект. Назван «по названию пристани, имеющей большую известность». Пристань называлась по фамилии купцов Калашниковых, владевших многочисленными лавками в этой части города.
- 17 ноября 1918 года — переименован в честь теоретика анархизма М. А. Бакунина.

## Примечательные здания и сооружения

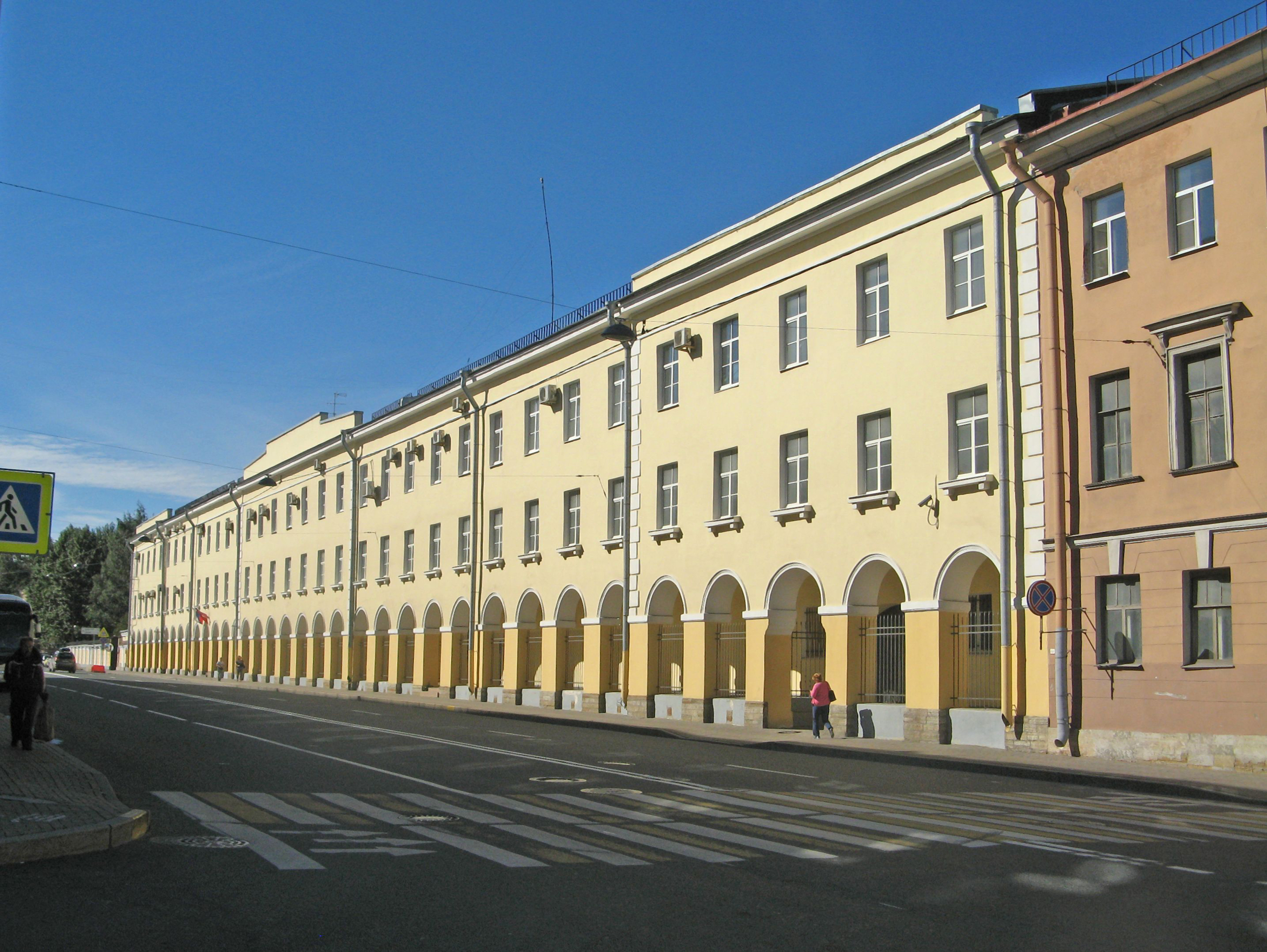
Здание складов с арками (Успенский двор), пр. Бакунина, 14

- № 2 / Невский пр., д. 142 / 2-я Советская ул., д. 27 / Дегтярная ул., д. 1 — Доходный дом хлеботорговца И. В. Галунова (1877—1880, архитектор А. В. Иванов)  781720971180005 При строительстве квартиры дома были оборудованы ванными и ватерклозетами[1]
- № 6 — Мытный двор (1785, 1812—1813, арх. В. П. Стасов (?); 1851, гр. инж. Е. Л. Дмитриевский; 1879, арх. B. Ф. Геккер; 1905, гр. инж. А. И. Стюнкель)[2]  781710972690005
- № 14 — Склады «Успенский двор» (1820-е — 1830-е; 1910-е)[2]  781610571200015
- № 31-33 — историческое здание 1860-х годов постройки, предмет градостроительного скандала в 2018-2021 годах: в документах Росреестра был незаконно изменён год возведения на 1949, что по законам Петербурга разрешает снос для дальнейшего строительства на участке[3][4]. Разрешение на снос и постройку нового жк на месте исторического дома в 2018 году получил девелопер Plaza Lotus Group. Активисты и градозащитники подали в суд, утверждая, что возраст здания был фальсифицирован. На время разбирательства разрешение на строительство было приостановлено[5].

## Транспорт

### Троллейбус
Маршрут № 10 от Невского проспекта до Полтавской улицы.

### Трамвай
Маршруты № 7, 24, 30, 39 проходят по небольшой части проспекта, от Исполкомской улицы до Перекупного переулка.